# Kelli Maroney

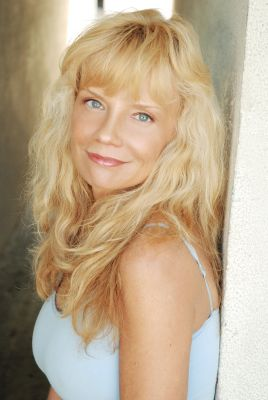
Kelli Maroney

Kelli Joan Maroney (* 30. Dezember 1965 in Minneapolis, Minnesota) ist eine US-amerikanische Schauspielerin.

## Leben
Maroney begann ihre Karriere als Teenager in der Seifenoper Ryan’s Hope. Zwischen 1979 und 1982 stellte sie Kimberly Harris in 319 Episoden der Serie dar. Ihr Leinwanddebüt hatte sie 1982 in der Filmkomödie Ich glaub’, ich steh’ im Wald an der Seite von Sean Penn, Jennifer Jason Leigh und Judge Reinhold. Im darauf folgenden Jahr spielte sie neben Peter Coyote und Mel Smith in einem lose auf einem Parker-Roman von Donald E. Westlake basierenden Kriminalfilm. 1984 hatte sie ihre erste größere Filmrolle im B-Movie-Horrorfilm Der Komet als Samantha Belmont an der Seite von Robert Beltran. Bis Anfang der 1990er Jahre war sie daraufhin in einigen weiteren B-Horrorfilmen zu sehen; in Shopping und The Zero Boys spielte sie die weibliche Hauptrolle. In Nebenrollen spielte sie neben Traci Lords in Der Vampir aus dem All und neben Robert Vaughn in Transylvania Twist.
Daneben hatte sie Gastrollen in einer Reihe von Fernsehserien wie Mord ist ihr Hobby, Simon & Simon, Pretender und Chicago Hope – Endstation Hoffnung.

## Filmografie (Auswahl)
- 1979–1982: Ryan’s Hope (Fernsehserie, mind. 319 Folgen)
- 1982: Ich glaub’, ich steh’ im Wald (Fast Times at Ridgemont High)
- 1983: Der gnadenlose Schatten (Slayground)
- 1984: Celebrity: Der Ruhm (Celebrity, Miniserie, 2 Folgen)
- 1984: Der Komet (Night of the Comet)
- 1984: Liebe, Lüge, Leidenschaft (One Life to Live, Fernsehserie, 3 Folgen)
- 1986: Simon & Simon (Fernsehserie, eine Folge)
- 1986: Shopping (Chopping Mall)
- 1986: Mord ist ihr Hobby (Murder, She Wrote, Fernsehserie, eine Folge)
- 1988: Der Vampir aus dem All (Not of This Earth)
- 1989: Transylvania Twist
- 1993: Flucht nach Vegas (Midnight Witness)
- 1997: Pretender (The Pretender, Fernsehserie, eine Folge)
- 1997: Die verdeckte Karte (Face Down, Fernsehfilm)
- 1999: Chicago Hope – Endstation Hoffnung (Chicago Hope, Fernsehserie, eine Folge)
- 2008: True Blood (Fernsehserie, eine Folge)
- 2011: Lip Service
- 2019: In Search of Darkness (Dokumentarfilm)
- 2020: The Deep Ones
- 2020: Exorcism at 60,000 Feet
- 2023: Scalper